# Karl Fredrik Ulfung
Karl Fredrik Ulfung, född 16 februari 1966 i Stockholm, är en svensk filmproducent, inspelningsledare och regiassistent.
Han är även lektor i filmproduktion på StDH, Stockholms Dramatiska Högskola.

## Familj
Karl Fredrik Ulfung är son till Ragnar Ulfung samt gift med Gila Bergvist Ulfung.

## Produktioner i urval
- 1997 – Ogifta par – en film som skiljer sig
- 2001 – Röd jul
- 2002 – Disco kung-fu
- 2003 – Avstigning för samtliga
- 2004 – Hotet
- 2005 – Storm
- 2005 – Sandor slash Ida
- 2013 – Barna Hedenhös uppfinner julen
- 2019 – 438 dagar